# Linia kolejowa nr 392
Linia kolejowa Żnin – Szubin – rozebrana, niezelektryfikowana linia kolejowa, która łączyła Szubin ze Żninem o łącznej długości 18,8 km. Linia została otwarta 1 października 1897. 26 maja 1990 roku podjęto decyzje o wstrzymaniu ruchu, a w 1993 roku podjęto decyzję o likwidacji linii. Kilka lat później pozostały nasyp kolejowy od strony Szubina wykorzystano przy budowie drogi rowerowej do miejscowości Wąsosz. Kwestia odbudowy linii bywa poruszana w ramach rozmów o rewitalizacji linii kolejowej nr 356 na odcinku Bydgoszcz Główna – Szubin – Kcynia – Gołańcz. 